# Nikagda nězabuděm
Nikagda nězabuděm je občanská iniciativa převážně hudebníků proti návratu nebo adorování komunismu. Vyzývají k účasti ve volbách a varují před návratem komunistů a inklinací k Rusku. Iniciativa pořádá koncerty zejména skupin Lucie, Chinaski, Pražský výběr a Peneři strýčka Homeboye. Postupně se přidávají další hudebníci a hosté. Iniciativu podpořili např. Miloš Forman, Marta Kubišová, Eva Pilarová. Natočený klip Nikagda nězabuděm získal za první týden přes 50 000 zhlédnutí.
Název iniciativy inspirovaly verše Karla Kryla reagující na vojenskou okupaci Československa v srpnu 1968: Nám zbývá naděje, my byli jsme a budem. Balšóje vam spasíbo bráťja zachvátčiki. Spasíbo bóľšeje, nikagdá nězabúděm! Nikagdá nězabúděm!!!